# Brian Morenz
Brian J. Morenz (Brampton, 11 maggio 1949) è un ex hockeista su ghiaccio canadese.
Nel corso della carriera militò nella World Hockey Association.

## Carriera
Morenz, lontano cugino della leggenda dei Montreal Canadiens Howie, giocò per tre stagioni con gli Oshawa Generals nella Ontario Hockey Association dal 1965 al 1968, saltando per infortunio la finale della Memorial Cup del 1966. Quello stesso anno fu scelto dai Chicago Black Hawks in ventunesima posizione all'NHL Amateur Draft.
Decise di proseguire gli studi iscrivendosi all'Università di Denver conquistando due titoli della WCHA e un titolo nazionale della NCAA.
Nel 1972 fu scelto dai New York Raiders nel Draft della World Hockey Association, lega professionistica nata come concorrente della National Hockey League. I Raiders cambiarono nome e città per due volte in sole due stagioni, trasferendosi dallo Stato di New York al New Jersey, mentre dal 1974 al 1976 si trasferirono in California dove diventarono i San Diego Mariners.
Si ritirò dall'attività agonistica nel 1979 dopo aver giocato 244 partite nella WHA, con 55 reti e 61 assist.

## Palmarès

### Club
- Ontario Hockey Association: 1

Oshawa: 1965-1966
- NCAA Championship: 1

U. of Denver: 1968-1969
- Western Collegiate Hockey Association: 2

U. of Denver: 1970-1971, 1971-1972